# Richie Beirach
Richard Beirach (New York, 23 mei 1947) is een Amerikaanse jazzpianist en componist.

## Biografie
Beirach studeerde klassieke piano bij James Palmieri, na het horen van het nummer "Billy Boy" op Miles Davis' album "Milestones" (met Red Garland op piano) raakte hij geïnteresseerd in de jazz. Tijdens zijn high school-tijd had hij les van jazzpianist Lennie Tristano. Halverwege de jaren zestig speelde hij in New York op allerlei gigs en jamsessies, onder meer met Freddie Hubbard en Lee Konitz. Hij studeerde korte tijd aan Berklee College of Music (bij Margaret Chaloff en Charlie Mariano, 1967/1968), daarna ging hij terug naar New York waar hij aan Manhattan School of Music compositie en muziektheorie studeerde bij Ludmilla Ulehla. In 1972 behaalde hij de graad 'Master of Music'.
In datzelfde jaar ging hij werken in de groep van Stan Getz, waarin toen ook Jack DeJohnette en Dave Holland speelden. Van 1973 tot 1976 was hij lid van de groep Lookout Farm van David Liebman, maar ook daarna werkte Beirach met Liebman nog samen, in de groep Quest (die begin jaren tachtig werd opgericht) en in een duo. In 1976 verscheen zijn eerste album onder eigen naam, "Eon", dat uitkwam op ECM (met Eliot Zigmund en Frank Tusa) en in 1977 kwam zijn eerste solo-plaat uit, eveneens op ECM. Hij toerde met onder meer Chet Baker, John Scofield en John Abercrombie. Hij werd in toenemende mate actief als solist, maar speelde ook met de groep Quest die hij in 1981 met Liebman oprichtte. De band speelde tot 1991 en nam in die periode zes albums op. In 2006 werd de groep opnieuw opgericht, in een gewijzigde bezetting. De band bestaat nog steeds en heeft sinds de heroprichting vier albums opgenomen, de laatste in 2013. Begin jaren 90 werkte hij in het trio van Ron McClure, de contrabassist van Quest, Hij had een trio met DeJohnette en Holland (het album "Trust") en werkte samen met trombonist Conrad Herwig, in een duo en met een groep. Vanaf het midden van de jaren negentig werkte hij overwegend met twee trio's (met George Mraz/Billy Hart en met Gregor Hubner/Mraz). In 2016 richtte hij met Regina Litvinova en Christian Scheuber het "New Richie Beirach Trio" op.
Van 2000 tot 2014 was Beirach professor jazzpiano aan het conservatorium in Leipzig.
Verschillende composities van Beirach, bijvoorbeeld "Leaving" en "Elm", zijn jazzstandards geworden.
Beirach's stijl is beïnvloed door Art Tatum, Bill Evans, McCoy Tyner, Chick Corea en zijn klassieke vorming.

## Discografie

### Als leider
- Eon (ECM, 1974)
- Forgotten Fantasies met David Liebman (A&M Horizon, 1975)
- Sunday Song met Frank Tusa (Trio, 1975)
- Methuselah (Trio, 1975)
- Zal (Trio, 1976)
- Leaving met Jeremy Steig (Trio/Storyville, 1976)
- Hubris (ECM, 1977)
- Omerta met David Liebman (Trio/Storyville, 1978)
- Kahuna, Keeper of Secrets met Masahiko Togashi (Trio, 1978)
- Elm (ECM, 1979)
- Elegy for Bill Evans (Palo Alto, 1981)
- Rendezvous met George Mraz (IPI, 1981)
- Live in Tokyo: Solo Concert (Break Time, 1981); ook uitgebracht als Complete Solo Concert 1981 met twee bonustracks (PJL, 1981)
- Breathing Of Statues (Magenta/CMP, 1982)
- Continuum (Baybridge/Eastwind, 1983)
- Antarctica (Pathfinder/Evidence, 1985)
- Double Edge met David Liebman (Storyville, 1985)
- The Duo: Live met David Liebman (Advance, 1985)
- Ballads (Sony Japan, 1986)
- Ballads 2 (Sony Japan, 1987)
- Water Lillies: Richie Beirach Plays Musical Portraits of Claude Monet (Sony Japan, 1987)
- Emerald City met John Abercrombie (Pathfinder/Evidence, 1987)
- Common Heart (Owl, 1987)
- Some Other Time: A Tribute to Chet Baker (Triloka 1989)
- Chant met David Liebman (CMP, 1989)
- Convergence met George Coleman (1990) U.S. Top Jazz Albums No. 14
- Inamorata (EAU, 1990)
- Self Portraits (CMP, 1990)
- Sunday Songs (Blue Note, 1990)
- Themes and Impromptu Variations (EAU, 1991)
- Live at The Maybeck Recital Hall, Vol. 19 (Concord Jazz, 1992)
- Trust (Evidence, 1992)
- Too Grand met Andy LaVerne (SteepleChase, 1992)
- Universal Mind met Andy LaVerne (SteepleChase, 1993)
- Solo Piano Recital: Live in Japan (Label Les Jungle, 1994)
- The Snow Leopard (Alfa/Evidence, 1996)
- Freedom Joy met Masahiko Togashi (Trial, 1997)
- New York Rhapsody met Gregor Huebner (Tokuma, 1998)
- What Is This Thing Called Love? (Venus, 1999)
- Round About Bartok met Gregor Huebner en George Mraz (ACT, 1999)
- Romantic Rhapsody (Venus, 2000)
- Round About Mompou met Gregor Huebner en George Mraz (ACT, 2001)
- No Borders (Venus, 2002)
- Manhattan Reverie (Venus, 2004)
- The Duo Session met Laurie Antonioli (Nabel, 2004)
- Duality: The First Ten Years (Niveau/Nuromusic, 2007)
- Summer Night (Venus, 2007)
- Crossing Over (Niveau, 2008)
- Jazz Adagios (Venus, 2008)
- Quest for Freedom met David Liebman, Jim McNeely, en de Frankfurt Radio Bigband (Challenge, 2010)
- Knowinglee met Lee Konitz en David Liebman (Outnote, 2010)
- Impressions of Tokyo: Ancient City of the Future (Outnote, 2011)
- Unspoken met David Liebman (Outnote, 2011)

### Als 'sideman'
Met George Adams
- Sound Suggestions (ECM, 1979)

Met John Abercrombie
- Arcade (ECM, 1978)
- Abercrombie Quartet (ECM, 1979)
- M (ECM, 1980)

Met John Scofield
- John Scofield Live (Enja 1978)

Met Chet Baker
- You Can't Go Home Again (Horizon, 1977)
- The Best Thing for You (A&M, 1977 [1989])

Met Jeremy Steig
- Firefly (CTI, 1977)

Met Steve Davis
- Explorations and Impressions (Double-Time, 1997)

Met Laurie Antonioli
- The Duo Session (Nabel, 2005)